# Villbach (Fluss)
Der Villbach ist ein rechter, periodischer Zufluss der Jossa im Main-Kinzig-Kreis im hessischen Spessart.

## Geographie

### Verlauf
Er entspringt in Jossgrund, Ortsteil Villbach auf dem Gelände des Golf-Clubs Bad Orb/Jossgrund nordwestlich der Spessart-Höhenstraße (L2905). Er fließt am gleichnamigen Weiler und am Fuße des Beilsteins vorbei nach Lettgenbrunn. Dort mündet er in der Ortsmitte unmittelbar an der Jossaquelle von rechts in die Jossa.
Fälschlicherweise wird der Villbach oft als Oberlauf der Jossa angesehen. Der Villbach führt in trockenen Sommern meist kein Wasser.

## Einzelnachweise

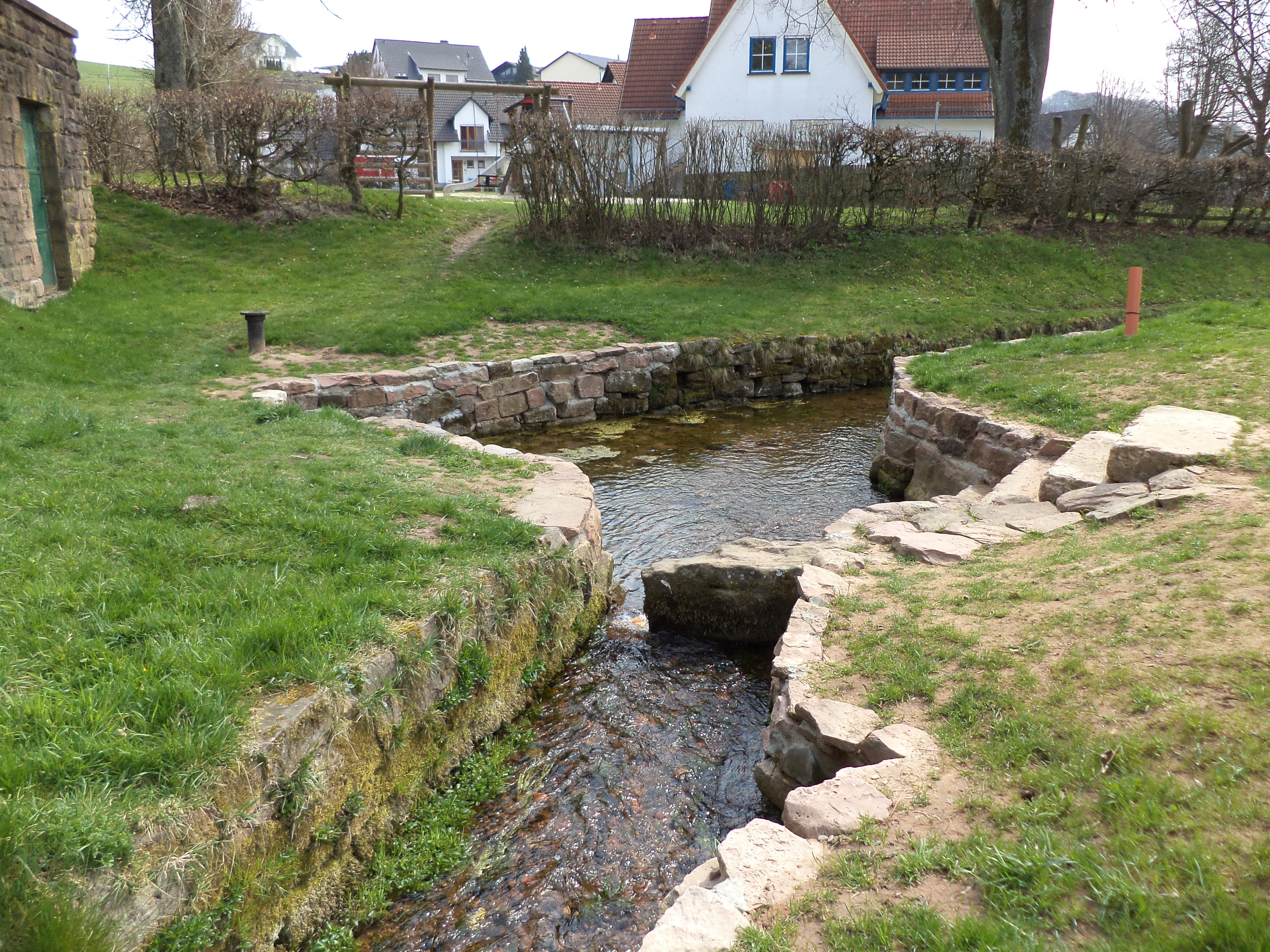
Der Villbach (vorne) fließt in die Jossaquelle (hinten) ein